# Tvorchi
TVORCHI — український музичний гурт із Тернополя, заснований 2018 року саунд-продюсером Андрієм Гуцуляком та вокалістом Джеффрі Кенні. Мають чотири студійні альбоми: The Parts (2018) та Disco Lights (2019), 13 Waves (2020), Road (2021). Виконують пісні українською та англійською мовами. Переможці Національного відбору на Євробачення 2023 та премії YUNA у 2021 та 2022 роках.

## Історія

### Перші альбоми:The PartsтаDisco Lights
Андрій Гуцуляк та Джеффрі Кенні познайомилися на вулиці випадково, коли Гуцуляк підійшов до Кенні, щоб перевірити свій рівень англійської мови та поспілкуватись. Знайомство переросло у співпрацю, де Гуцуляк став музичним продюсером, а Кенні — автором текстів та вокалістом. Обидва навчалися на фармацевтичному факультеті Тернопільського медичного університету.
30 травня 2017 року світ побачив перший синґл гурту під назвою «Slow». 4 вересня вийшов другий синґл «You».
2 лютого 2018 року гурт видав свій дебютний альбом, який отримав назву The Parts. 20 вересня 2018 року гурт випустив відеокліп на пісню «Молодість».

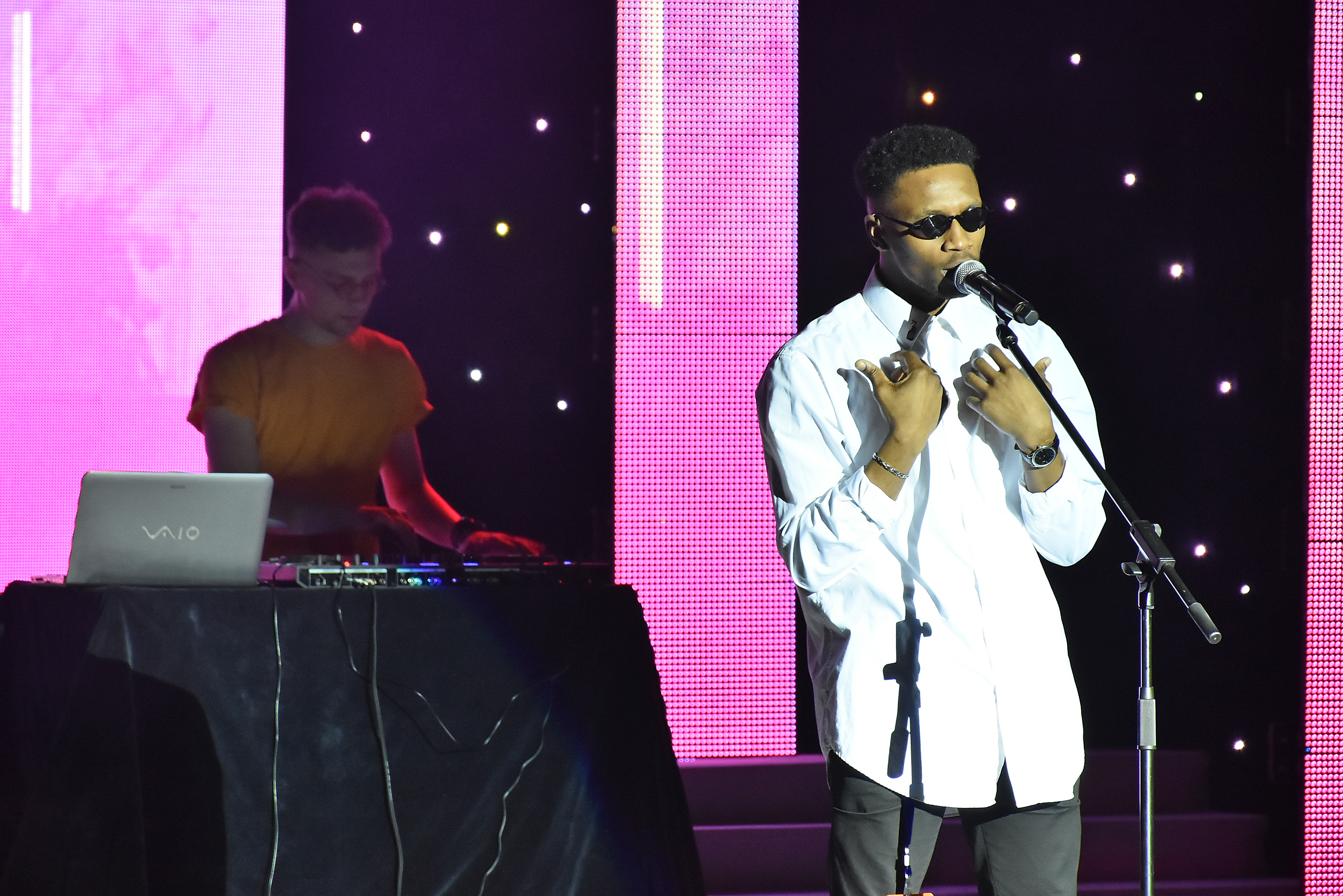
Виступ на конкурсі «СтудМіс ТДМУ 2019», у Тернопільському театрі ім. Шевченка

14 лютого 2019 року вийшов другий альбом Disco Lights. 21 лютого гурт випустив відеокліп на пісню «Believe». За словами хлопців, бюджет фільмування склав 100 доларів США. Протягом кількох днів відео набрало 400 тисяч переглядів на YouTube, а сама пісня посідала 9-ту сходинку в чартах Google Play в Україні. Влітку того ж року гурт виступав на музичних фестивалях Файне місто (Тернопіль), Atlas Weekend (Київ) та Ukrainian Song Project (Львів). 9 вересня гурт випустив синґл «#не танцюю», а 16 вересня — музичне відео до нього.

### Участь у відборі на Євробачення та третій альбом13 Waves
31 січня 2020 року TVORCHI презентували пісню «Bonfire», присвячену проблемам екології, — і з нею взяли участь у Національному відборі на "Євробачення 2020 та пройшли у фінал. У день фіналу відбору гурт представили музичне відео на конкурсну композицію, режисером якого виступив Максим Гетьман. «Bonfire» стала найпопулярнішою українською піснею 2020 року на європейській платформі Deezer. 12 місяців трек очолював топчарти платформи. 7 травня на YouTube-каналі гурту та у програмі «ДК Прем'єр» на телеканалі М1 відбулася прем'єра музичного відео на пісню «Мова тіла» з другого студійного альбому Disco Lights. Відеоробота, режисером якої став Андрій Лагутін, була відзнята восени 2019 року в Києві.
31 травня 2020 року музична премія «Золота Жар-птиця» (11-та церемонія вручення) — перемога TVORCHI у номінації «ІНДІ».
25 вересня 2020 року прем'єра відеокліпу на лідсинґл з альбому 13 Waves - Living My Life. Режисер роботи — Дмитро Дорош.
У вересні 2020 року TVORCHI випустили третій альбом 13 Waves, запис якого відбувався дистанційно через пандемію COVID-19 в Україні. Платівка отримала понад дві мільйони прослуховувань на музичних платформах за перший тиждень від дати релізу. 19 грудня 2020 року, артисти стали переможцями музичної онлайн-премії «Culture Ukraine» у двох номінаціях: «Кращий новий артист», а також «Англомовний сингл» з хітом — «Bonfire».

### 2021 — дотепер:Roadта Євробачення-2023

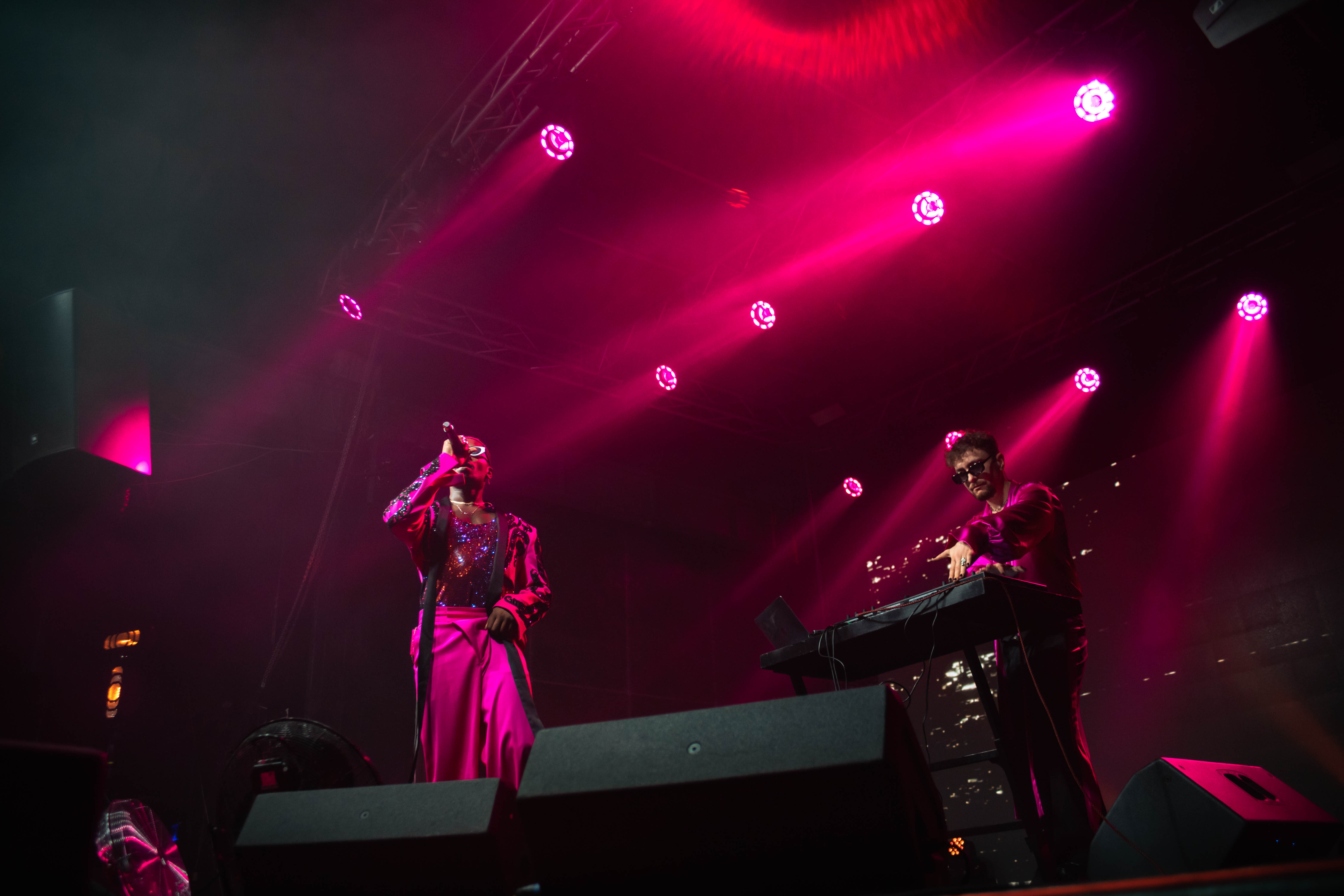
Гурт на фестивалі «Українська пісня-2022» у польському Ґданську

Українська музична премія YUNA-2021 відбулась 12 травня у Національному палаці мистецтв «Україна». Музичний дует Андрія Гуцуляка та Джеффрі Кенні переміг у номінаціях «Найкращий попгурт», «Найкращий альбом» і «Найкращий електронний хіт».
10 вересня 2021 року музичний дует презентував свій четвертий альбом Road на всіх музичних платформах, усі пісні в альбомі були натхненні гастролями молодих виконавців у різні міста України.
В липні 2022 року гурт отримав дві премії YUNA за Найкраще концертне шоу та Найкращу пісню іншою мовою («Falling»).
17 грудня 2022 року перемогли у Національному відборі на «Євробачення-2023» із піснею «Heart of Steel», отримавши найвищу оцінку від глядачів, та друге місце від суддів. Андрій Гуцуляк у подкасті з продюсером розповів, що написати музику до пісні його надихнули події на Азовсталі та звернення багатьох військових. У фіналі Євробачення, який відбувся 13 травня 2023 року, гурт виступив під номером 19 і посів 6-те місце, отримавши 243 бали — 54 від журі та 189 від глядачів.
У червні 2023 року гурт випустив спільну композицію та кліп «Мрійники» з гуртом The Hardkiss.
23 серпня 2024 року Klavdia Petrivna анонсувала пісню «Орбіти» у співпраці з Tvorchi.

## Дискографія

### Студійні альбоми
- The Parts (2018)
- Disco Lights (2019)
- 13 Waves (2020)
- Road (2021)

### Синґли
- «Slow» (2017)
- «You» (2017)
- «#не_танцюю» (2019)
- «Bonfire» (2020)
- «Мова тіла» (2020)
- «Living My Life» (2020)
- «Like It Like That» (2020)
- «Віч-на-віч» (2021)
- «Falling» (2021)
- «Боремося» (2022)
- «Вимкни телефон» (2022)
- «Разом» (2023)
- «I Can't Stop» (2023)
- «Hidden Code» (2023)
- «Два озера повні сліз» (2024)

## Музичні відео
| Рік  | Назва               | Альбом            | Режисер                                |
| ---- | ------------------- | ----------------- | -------------------------------------- |
| 2018 | «Молодість»         | The Parts         | Morris Ternevich                       |
| 2019 | «Believe»           | Disco Lights      | Андрій Оболончик                       |
| 2019 | «#не танцюю»        | Сингл без альбому | Кирило Сулига                          |
| 2020 | «Bonfire»           | 13 Waves          | Максим Гетьман                         |
| 2020 | «Мова тіла»         | Disco Lights      | Андрій Лагутін                         |
| 2020 | «Living My Life»    | 13 Waves          | Дмитро Дорош                           |
| 2021 | «Віч-на-віч»        | Сингл без альбому | Кирило Сулига                          |
| 2021 | «Falling»           | Сингл без альбому | Андрій Лагутін                         |
| 2021 | «Іди сюда»          | Road              | Катерина Бондаренко Богдан Рогульський |
| 2021 | «Alive»             | Road              | Катерина Бондаренко Богдан Рогульський |
| 2021 | «Dance On The Beat» | Road              | Катерина Бондаренко Богдан Рогульський |
| 2021 | «Code»              | Road              | Катерина Бондаренко Богдан Рогульський |
| 2021 | «Troublemaker»      | Road              | Катерина Бондаренко Богдан Рогульський |
| 2021 | «Crush»             | Road              | Катерина Бондаренко Богдан Рогульський |
| 2021 | «Loco»              | Road              | Катерина Бондаренко Богдан Рогульський |
| 2021 | «Electrify»         | Road              | Катерина Бондаренко Богдан Рогульський |

## Нагороди та номінації
| Рік  | Премія             | Номінація                 | Результат | Прим.  |
| ---- | ------------------ | ------------------------- | --------- | ------ |
| 2020 | «Золота жар-птиця» | Інді                      | Перемога  |        |
| 2020 | «Culture Ukraine»  | Кращий новий артист       | Перемога  |        |
| 2020 | «Culture Ukraine»  | Англомовний сингл         | Перемога  |        |
| 2021 | YUNA               | Найкращий поп-гурт        | Перемога  | [ 18 ] |
| 2021 | YUNA               | Найкращий альбом          | Перемога  | [ 18 ] |
| 2021 | YUNA               | Найкращий електронний хіт | Перемога  | [ 18 ] |
| 2022 | YUNA               | Найкраще концертне шоу    | Перемога  | [ 21 ] |

### Соціальні мережі
- Tvorchi у соцмережі «Facebook»
- Tvorchi  у соцмережі «Instagram»
- Tvorchi на YouTube